# Mang
Mang (chiń. 芒; pinyin Máng) – miasto na prawach powiatu w południowych Chinach, w prowincji Junnan, siedziba władz prefektury autonomicznej Dehong. W 1999 roku liczba mieszkańców miasta wynosiła 326 130.
Do 2010 roku miasto nosiło nazwę Luxi (潞西, Lùxī). W 2010 roku przywrócono historyczną nazwę Mang, zgodnie z przeprowadzonym w 2008 roku referendum, w którym 96% mieszkańców opowiedziało się za zmianą nazwy miasta.